# Armacia albipes
Armacia albipes är en insektsart som först beskrevs av Walker 1870.  Armacia albipes ingår i släktet Armacia och familjen Ricaniidae. Inga underarter finns listade i Catalogue of Life.